# Ext JS
Ext JS (pronunciado como "ekst") es una biblioteca de JavaScript para el desarrollo de aplicaciones web interactivas usando tecnologías como AJAX, DHTML y DOM. Fue desarrollada por Sencha.
Originalmente construida como una extensión de la biblioteca YUI por Jack Slocum, en la actualidad puede usarse como extensión para las biblioteca jQuery y Prototype. Desde la versión 1.1 puede ejecutarse como una aplicación independiente.

## Versiones
- Ext JS 1.1. Liberación final: 1 de agosto de 2007. Puede ejecutarse como una aplicación independiente (stand-alone).
- Ext JS 2.0. Liberada el 4 de diciembre de 2007. Su atractivo radicaba en ofrecer interfaces y elementos similares a las aplicaciones de escritorio. También incluía documentación de su API y ejemplos. No tiene compatibilidad con su versión anterior, la 1.X por lo que era forzoso efectuar un plan de migración.
- Ext JS 2.0.1. Liberación final: 23 de enero de 2008. Principalmente arreglaba varios errores detectados en la versión 2.0.
- Ext JS 2.1. Liberación final: 21 de abril de 2008. Soporte para REST.
- Ext JS 2.2. Liberación final: 4 de agosto de 2008.
- Ext JS 3.0. Liberación final: 10 de agosto de 2009. Mejoras en consistencia y manejo de memoria. Es la primera versión que aparece con el nombre Ext JS.
- Ext JS 3.1. Liberación final: 17 de diciembre de 2009. Mejoras en desempeño en Internet Explorer. Optimización de Layouts. Nuevos componentes como el TreeGrid.
- Ext JS 3.2. Liberación final: 7 de abril de 2010. Nuevos elementos como SliderTip, SliderField. Mejorar de desempeño en Box Layouts, AnchorLayout y ColumnLayout. Ordenamiento y filtrado múltiple en elementos Store. Transiciones animadas para elementos DataView.
- Ext JS 3.3. Liberación final: 11 de octubre de 2010. Agregó los elementos PivotGrid, ActionColumn y nuevos componentes para el manejo de Calendarios.
- Ext JS 4.0. Liberación final: 26 de abril de 2011. Incluye una refactorización de todo el framework[2] entre lo que cabe destacar una nueva estructura de clases[3] y carga dinámica de objetos,[4] paquete de datos,[5] nuevos gráficos[6] y temas.[7]
- Ext JS 5.0.  Liberación final: 5 de agosto de 2014. Incluye mejor soporte para dispositivos touch y nueva arquitectura MMVC, entre otras mejoras.[8]
- Ext JS 6.0. Liberación final: 8 de septiembre de 2015. Incluye una refactorización del framework uniendo ext js y sencha touch, entre otras mejoras.[9]

Todas las versiones suelen tener compatibilidad con la versión anterior a excepción de la 1.X.

## Sencha
El 15 de junio de 2010 se anunció la fusión de Ext JS con JQTouch y Raphaël que crearía una nueva organización llamada Sencha.
Ext JS seguirá disponible por separado en el nuevo sitio web de Sencha junto con Sencha Touch, Ext GWT, Ext Designer, Sencha Animator y Ext Core.
Actualmente el paquete de componentes es de paga, ofreciéndose un Trial de 30 días con algunas limitaciones (HSB).

## Funcionalidades
Dispone de un conjunto de componentes (widgets) para incluir dentro de una aplicación web, como:
- Cuadros y áreas de texto.
- Campos para fechas.
- Campos numéricos.
- Combos.
- Radiobuttons y checkboxes.
- Editor HTML.
- Elementos de datos (con modos de sólo lectura, datos ordenables, columnas que se pueden bloquear y arrastrar, etc.).
- Árbol de datos.
- Pestañas.
- Barra de herramientas.
- Menús al estilo de Windows.
- Paneles divisibles en secciones.
- Sliders.
- Gráficos.

Varios de estos componentes están capacitados para comunicarse con el servidor usando AJAX.
También contiene numerosas funcionalidades que permiten añadir interactividad a las páginas HTML, como:
- Cuadros de diálogo.
- quicktips para mostrar mensajes de validación e información sobre campos individuales.